# Speed Racer (film)
Speed Racer is een Amerikaanse film uit 2008 geregisseerd door Wachowski's. De film is een remake van de televisieserie Speed Racer. De film ontving slechte recensies en maakte verlies in de bioscopen. 

## Plot
Speed Racer probeert met behulp van zijn familie kampioen te worden.

## Rolverdeling
| Acteur          | Personage     |
| --------------- | ------------- |
| Emile Hirsch    | Speed Racer   |
| Christina Ricci | Trixie        |
| Matthew Fox     | Racer X       |
| Rain            | Taejo Togokan |
| John Goodman    | Pops Racer    |
| Susan Sarandon  | Mom Racer     |